# 7710 Ishibashi
7710 Ishibashi eller 1994 WT2 är en asteroid i huvudbältet som upptäcktes den 30 november 1994 av den japanska astronomen Takao Kobayashi vid Ōizumi-observatoriet. Den är uppkallad efter Tadashi Ishibashi.
Asteroiden har en diameter på ungefär 17 kilometer.